# Baiyang, Zhao'an
Baiyang (kinesiska: 白洋) är en socken i sydöstra Kina. Den ligger i Zhao'an härad i staden Zhangzhou i provinsen Fujian, omkring 340 kilometer sydväst om provinshuvudstaden Fuzhou. Antalet invånare är 29114. Befolkningen består av 14 141 kvinnor och 14 973 män. Barn under 15 år utgör 17,0 %, vuxna 15-64 år 73 %, och äldre över 65 år 9,0 %.